# Oberster Gerichtshof der Vereinigten Staaten

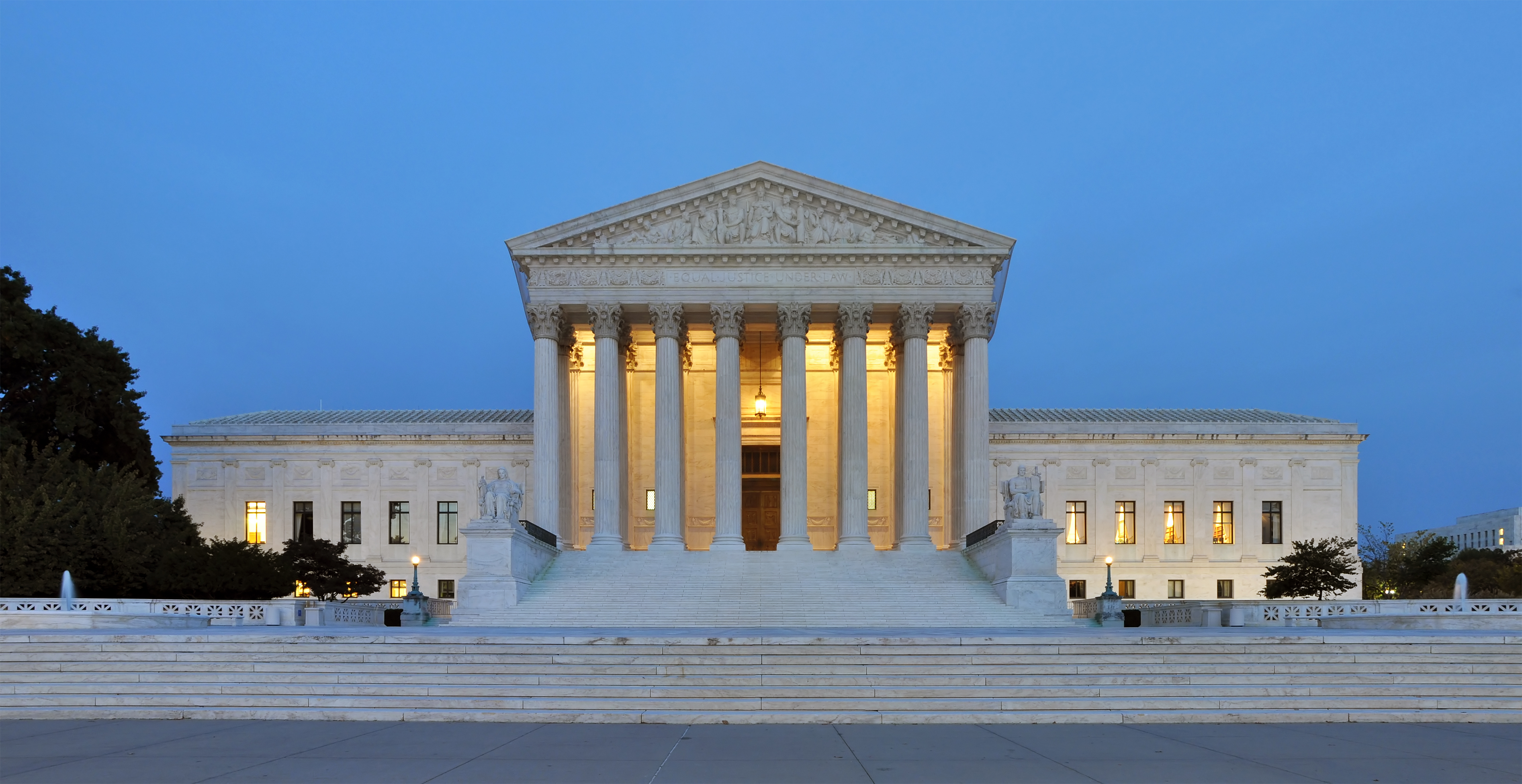
Supreme Court Building in Washington, D.C., 1935 unter dem Architekten Cass Gilbert errichtet

Der Oberste Gerichtshof der Vereinigten Staaten (englisch Supreme Court of the United States [sʊˈpɹiːm kɔɹt], abgekürzt SCOTUS) ist das oberste rechtsprechende Staatsorgan der Vereinigten Staaten. Neben diesem obersten Bundesgericht existieren auf Ebene der Bundesstaaten Oberste Gerichtshöfe der Bundesstaaten  (englisch State Supreme Courts), die teils auch abweichende Bezeichnungen tragen können.
Der Oberste Gerichtshof ist das einzige amerikanische Gericht, das explizit in der Verfassung der Vereinigten Staaten vorgesehen ist. Zusätzlich richtete der Kongress 13 Bundesberufungsgerichte (Federal Courts of Appeals) und – eine Stufe darunter – 94 Bundesbezirksgerichte (Federal District Courts) ein. Der Supreme Court tagt in Washington, D.C., die anderen Bundesgerichte sind landesweit verteilt.
Bundesgerichte befassen sich mit Fällen, die die Verfassung, Bundesrecht, Bundesverträge und Seerecht betreffen oder bei denen ausländische Bürger oder Regierungen oder die amerikanische Bundesregierung selbst Partei sind. Von wenigen Ausnahmen abgesehen werden nur Rechtsmittel gegen Entscheidungen der unteren Gerichte vom Supreme Court behandelt, wobei das amerikanische Rechtssystem keine strikte Abgrenzung zwischen Berufung und Revision kennt. Bei den meisten dieser Fälle geht es um die Verfassungsmäßigkeit von Handlungen der Exekutive und von Gesetzen, die vom Kongress oder von den Bundesstaaten verabschiedet wurden.
Der Supreme Court besteht aus neun Richtern, die nach Nominierung durch den Präsidenten vom Senat bestätigt, und danach auf Lebenszeit ernannt werden. Zuletzt wurde am 30. Juni 2022 die von Joe Biden nominierte Ketanji Brown Jackson Nachfolgerin von Stephen Breyer, der am gleichen Tag zurücktrat. Jackson ist die erste schwarze Frau, die dieses Amt bekleidet.

## Geschichte
Der Supreme Court ist das einzige amerikanische Gericht, das explizit in der Verfassung der Vereinigten Staaten vorgesehen ist. Nach dem Judiciary Act of 1789 (Justizgesetz von 1789) sollte der Gerichtshof aus sechs Mitgliedern bestehen, nämlich einem Vorsitzenden Richter und fünf Beisitzenden Richtern. Obwohl die Zahl der Richter während des größten Teils seiner Geschichte neun betrug, wird diese Zahl vom Kongress und nicht von der Verfassung festgelegt, und kann daher jederzeit geändert werden. Das Gericht trat am 2. Februar 1790 zum ersten Mal zusammen.

## Zuständigkeit
Der Supreme Court hat die – weitgehend nach freiem Ermessen – endgültige Berufungsgerichtsbarkeit für alle Bundes- und Bundesstaatsgerichtsfälle, die einen Punkt des Bundesrechts betreffen, und die erstinstanzliche Zuständigkeit für eine begrenzte Art von Fällen, insbesondere „in allen Fällen, die Botschafter, Gesandte und Konsuln betreffen, und in solchen, in denen ein Einzelstaat Partei ist“. Der Gerichtshof hat die Befugnis zur gerichtlichen Überprüfung und die Möglichkeit, ein Gesetz wegen Verstoßes gegen eine Bestimmung der Verfassung für ungültig zu erklären. Er kann auch Executive Orders des Präsidenten wegen Verstoßes gegen die Verfassung oder ein Bundesgesetz umwerfen. Er darf jedoch nur in einem Rechtsbereich, für den er zuständig ist, tätig werden.
Entscheidungen des Supreme Court können durch Verfassungsänderungen und teilweise auch durch Gesetzgebung explizit aufgehoben werden. Zudem kann der Kongress Gesetze verabschieden, die die Zuständigkeit des Obersten Gerichtshofs und anderer Bundesgerichte in Bezug auf bestimmte Themen und Fälle einschränkt. Dies entspricht Artikel 3 Abschnitt 2 der Verfassung, in dem die Berufungsgerichtsbarkeit „mit solchen Ausnahmen und unter solchen Bestimmungen wie der Kongress sie machen soll“ beschränkt werden kann. Der Supreme Court genehmigte eine solche Maßnahme des Kongresses in der Reconstruction Entscheidung ex parte McCardle (1869), lehnte jedoch im Fall United States v. Klein (1871) die Befugnis des Kongresses ab, zu bestimmen, wie bestimmte Fälle entschieden werden müssen.

## Verfahrensablauf

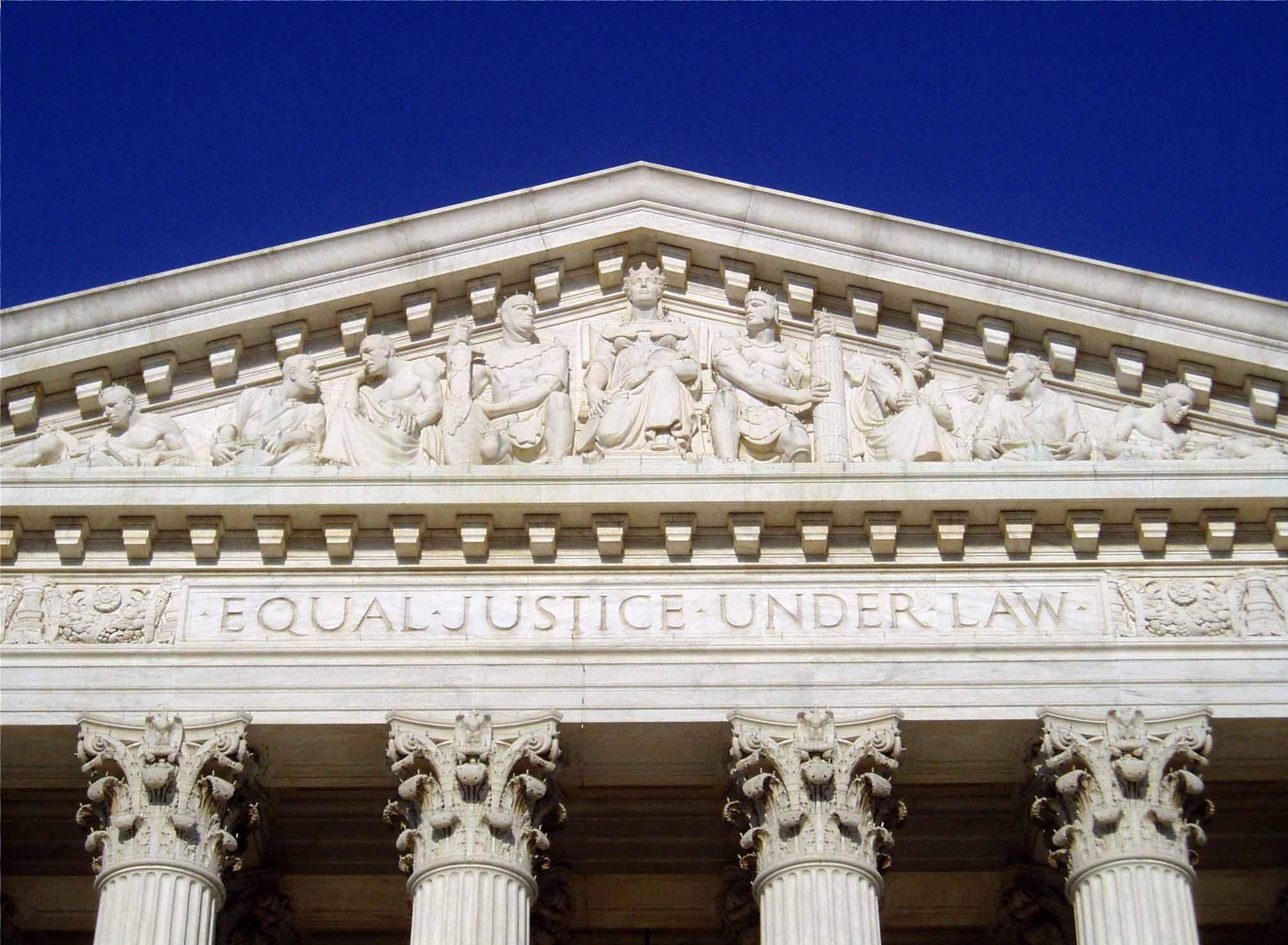
Das Portal des Gerichts mit der Inschrift EQUAL JUSTICE UNDER LAW

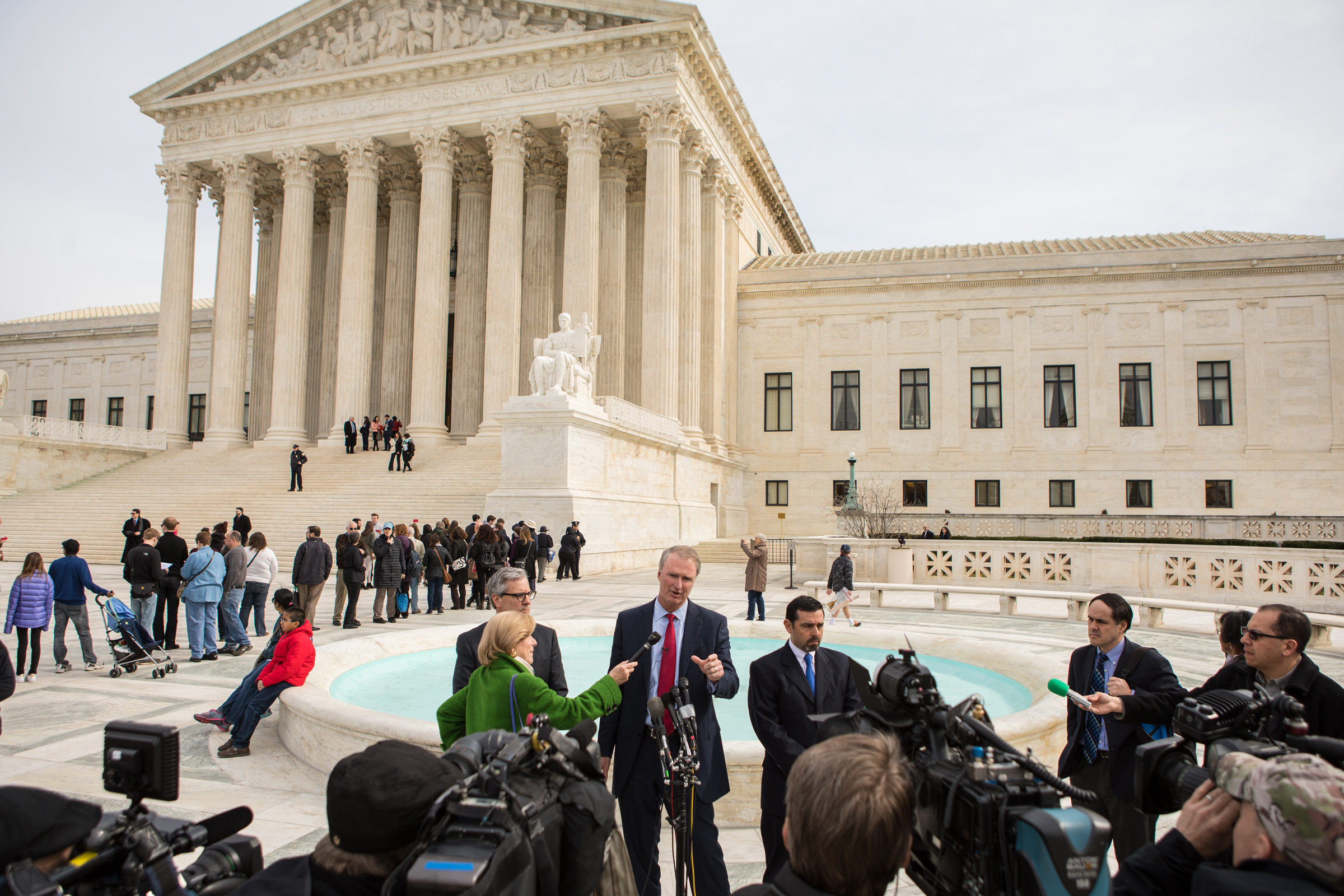
Pressekonferenz eines Klägeranwalts vor dem Gerichtsgebäude

Der Verfahrensablauf vor dem Obersten Gerichtshof ist immer der gleiche. Berufungsanträge werden von Anwälten eingereicht, die eine spezielle Zulassung besitzen müssen, die aber nur daraus besteht, das Recht zu haben, im eigenen Bundesstaat zumindest drei Jahre vor dem staatlichen Obersten Gerichtshof aufzutreten. Diese Anwälte werden oft von erfahrenen Spezialisten, die das Temperament und die Rechtsphilosophie der einzelnen Richter sehr gut kennen, bei der mündlichen Verhandlung vertreten, da sie Fragen besser parieren können.
Am Prozess unbeteiligte Personen oder Gemeinschaften, die am Ausgang Interesse haben, können unaufgefordert sogenannte amici briefs eingeben, wobei sich amici von amicus curiae (lat. Freund des Gerichts, engl. Friend of the Court) ableitet, und diese Anträge ihre eigene Stellungnahme und die Unterstützung einer der Streitparteien vertreten. Anwälte, die amici einreichen, dürfen jedoch sonst nicht weiter am Prozess teilnehmen und werden nicht während der mündlichen Verhandlung vor dem Gericht gehört.
Alle Anträge werden dann von den Richtern geprüft, und anschließend entscheiden sie in einem freien Annahmeverfahren, ob sie den Fall vor Gericht anhören. Wichtig ist dabei allein die richtungweisende Bedeutung der Sache oder ob sie eine ungeklärte Rechtsfrage aufwirft; auf eine möglicherweise fehlerhafte Rechtsanwendung der Vorinstanz im Einzelfall kommt es hingegen nicht an. Entscheiden die Richter, den Fall nicht anzuhören, ist das Verfahren beendet. Die meisten der Anträge scheitern bereits hier. Für die zugelassenen Anträge werden mündliche Verhandlungen anberaumt.
Die mündliche Verhandlung verläuft nach strengen Regeln. Die Richter betreten den Raum in einer zeremoniellen Art und Weise. Wenn die Verhandlung beginnt, klopft der Gerichtsdiener (Marshall) zweimal mit seinem Hammer auf den Tisch und verkündet:

“The Honorable, the Chief Justice and the Associate Justices of the Supreme Court of the United States. Oyez, Oyez, Oyez, all persons having business before the Honorable, the Supreme Court are admonished to draw near and give their attention, for the Court is now sitting. God save the United States and this Honorable Court.”

„Die Ehrenwerten, der Vorsitzende Richter und die Beisitzenden Richter des Obersten Gerichtshofes der Vereinigten Staaten. Höret, höret, höret [französisch]: Alle Personen, die vor dem Ehrenwerten, dem Obersten Gerichtshof eine Sache zu verhandeln haben, sind aufgefordert vorzutreten und ihre Aufmerksamkeit dem Gerichtshof zuzuwenden, denn seine Sitzung ist nun eröffnet. Gott schütze die Vereinigten Staaten und dieses Ehrenwerte Gericht.“

Der Chief Justice eröffnet daraufhin die Sitzung und ruft den ersten Fall auf. Nun treten die Anwälte in Aktion. Jeder Anwalt bekommt die gleiche Zeit, um am Rednerpult seine Argumente vorzubringen und sie gegen die Fragen der Richter zu verteidigen (so genannte oral arguments).
Dabei bilden Fragen der Richter den Schwerpunkt. Die Anwälte bekommen keine Gelegenheit zu einem umfassenden Plädoyer, sondern werden ständig mit Fragen unterbrochen.
Zeugen werden nicht gehört. Der Chief Justice beendet die Sitzung mit den Worten The Case is submitted („Der Fall wird zur Entscheidung angenommen“).
Danach ziehen sich die Richter zurück und bereden den Fall. Es finden einige Probeabstimmungen statt, und am Ende steht die richtige Abstimmung. Ist der Chief Justice in der Mehrheit, so fällt ihm die Aufgabe zu, die Auffassung des Gerichtes zu verfassen, er kann diese Aufgabe jedoch einem der anderen Richter übergeben. Ist er in der Minderheit, so hat er die Pflicht, die Meinung der Minderheit darzustellen, und die Auffassung der Mehrheit wird von dem dienstältesten Richter der Mehrheit selbst geschrieben oder auch delegiert.
Nachdem der Beschluss sowie eventuelle abweichende Meinungen (dissenting votes) niedergeschrieben sind, werden diese entweder in einer öffentlichen Sitzung verlesen oder nur schriftlich abgesetzt. Obwohl das Kollegium des Supreme Courts mehrere Beratungs- und Abstimmungsgänge kennt und die Position beider Fraktionen regelmäßig dargestellt wird, sind die Richter mit Sondervoten nicht gerade sparsam. Diese von Individualität geprägte Rechtskultur unterscheidet sich etwa von der des deutschen Bundesverfassungsgerichts, das konsensualer agiert; dort werden nur viel seltener Sondervoten bei gravierenden Differenzen oder einem dogmatisch anspruchsvollen Meinungsstreit veröffentlicht.

## Besetzung

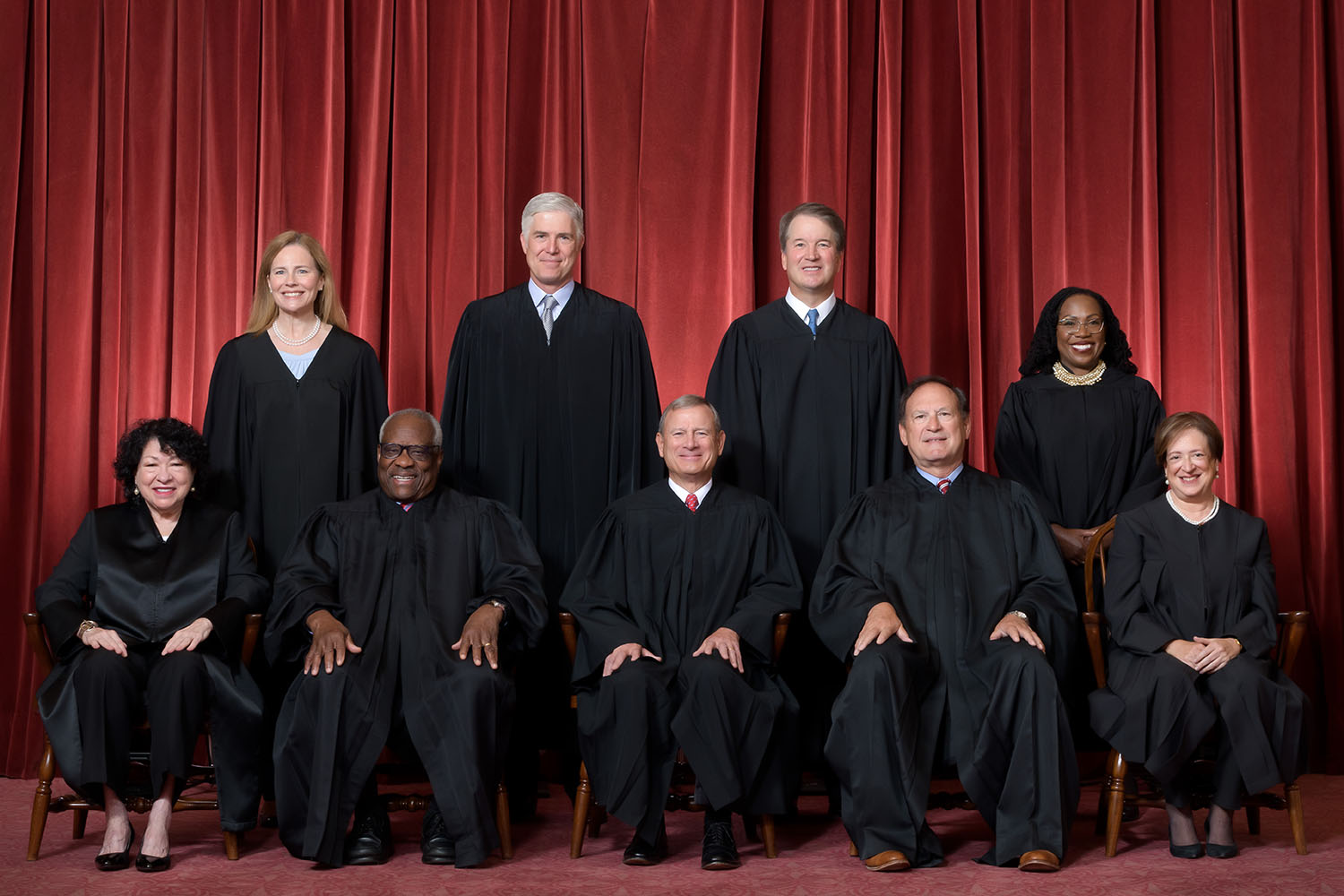
Besetzung ab Juni 2022: (oben von links) Amy Coney Barrett, Neil Gorsuch, Brett Kavanaugh, Ketanji Brown Jackson; (unten von links) Sonia Sotomayor, Clarence Thomas, John Roberts, Samuel Alito, Elena Kagan

Der Präsident der Vereinigten Staaten nominiert Richterkandidaten – im Regelfall bewährte Bundesrichter –, die dann nach Befragung im Justizausschuss des Senats und Zustimmung durch den Senat in ihr Amt berufen werden. Das Gericht setzt sich aus acht beigeordneten Richtern (Associate Justices) und einem Vorsitzenden (Chief Justice) zusammen. In der Verfassung heißt es, die Richter sollen during good behavior im Amt bleiben. Faktisch bewirkt dies eine Ernennung auf Lebenszeit, es gibt keine Altersgrenze. Rücktritte aus Gesundheitsgründen kommen jedoch immer wieder vor. Wie alle anderen Richter und sonstigen Inhaber hoher Bundesämter können sie nach Amtsanklage (Impeachment) des Repräsentantenhauses durch Beschluss des Senats abgesetzt werden.
Eine Einsetzung direkt durch den Präsidenten ohne Zustimmung des Senats ist nur während einer sitzungsfreien Zeit des Senats möglich (sogenanntes Recess Appointment) und kommt in jüngster Zeit eher selten vor, da dadurch keine Ernennung auf Lebenszeit garantiert wird. Bemerkenswert ist, dass durch Präsident Dwight D. Eisenhower gleich drei Mitglieder des Obersten Gerichtshofs im Wege eines Recess Appointment eingesetzt wurden, nämlich William Joseph Brennan, Potter Stewart und sogar Chief Justice Earl Warren.
Besonders durch die Benennung relativ junger Richterkandidaten kann ein Präsident die politische Richtung der USA weit über seine eigene Amtszeit hinaus beeinflussen. Daher sind diese Berufungen in den letzten Jahrzehnten oft politisch heftig umstritten.

### Demografische Zusammensetzung

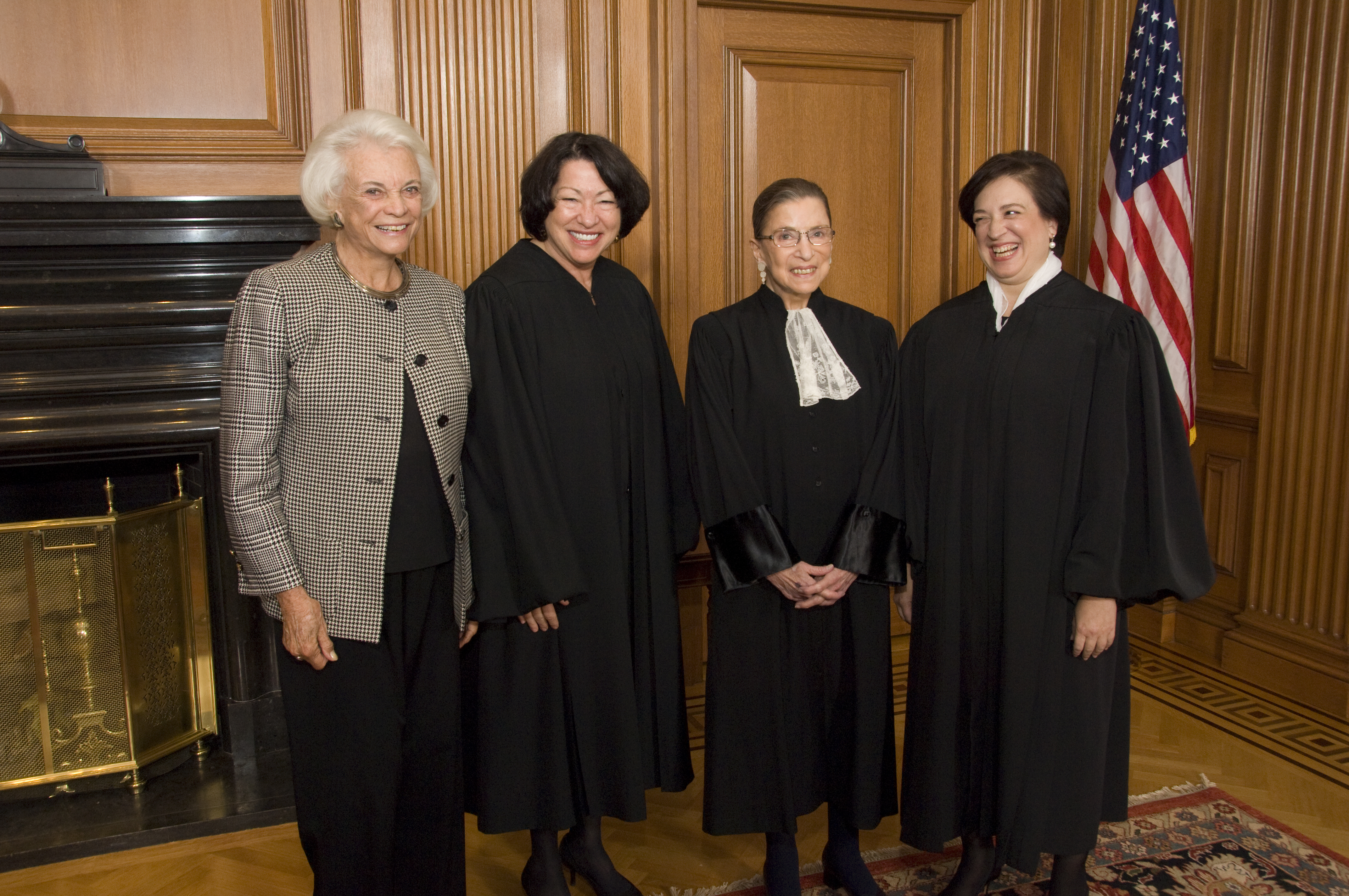
Die ersten vier Frauen, die Mitglied des Gerichtshofs waren bzw. sind (von links): Sandra O’Connor (1930–2023), Sonia Sotomayor (* 1954), Ruth Ginsburg (1933–2020), Elena Kagan (* 1960); 1. Oktober 2010

Der ethnisch-religiösen Zusammensetzung der frühen USA entsprechend waren die Mitglieder des Gerichtshofs bis weit ins 20. Jahrhundert überwiegend Protestanten verschiedener Kirchen. Der erste Katholik war Roger B. Taney 1836, der erste Jude Louis Brandeis 1916. Derzeit ist nur Ketanji Brown Jackson protestantisch, obwohl rund 40 Prozent der US-amerikanischen Bevölkerung dem protestantischen Glauben zugeschrieben werden. Elena Kagan ist Jüdin. Die anderen sechs gehören formell der römisch-katholischen Kirche an. Neil Gorsuch, der als Katholik erzogen wurde, besucht allerdings auch episkopalkirchliche Gottesdienste.
Derzeit gibt es mit Clarence Thomas und Ketanji Brown Jackson zwei Afroamerikaner, der erste war Thurgood Marshall 1967. Samuel Alito ist Italoamerikaner, der erste war Antonin Scalia 1986. Das erste Mitglied des Höchstgerichtes mit hispanoamerikanischem Hintergrund ist seit 2009 Sonia Sotomayor.
Derzeit sind vier von neun Mitgliedern des Obersten Gerichtshofs weiblich, das entspricht auch der historischen Höchstanzahl. Die erste Frau am Obersten Gericht war Sandra Day O’Connor 1981.

### Politische Einordnung der Richter
Die Richter werden in juristischen und politischen Kreisen informell als konservativ, gemäßigt oder liberal kategorisiert. Solche Neigungen beziehen sich im Allgemeinen eher auf rechtliche als auf politische oder gesetzgeberische Ansichten.
Tom Goldstein, der an der Harvard Law School über Verfahren vor dem Obersten Gerichtshof lehrt, argumentierte in einem Artikel aus dem Jahr 2010, dass die weit verbreitete Ansicht, dass der Oberste Gerichtshof entlang ideologischer Linien scharf gespalten sei und jede Seite auf Schritt und Tritt eine Agenda forciere, „in einem erheblichen Teil eine Karikatur ist, die bestimmten Vorurteilen entspricht.“
Im Gerichtsjahr, das im Oktober 2010 begann, entschied der Gerichtshof 80 Fälle, in denen die Meinungen der Richter veröffentlicht wurden. Richterin Kagan hat aufgrund ihrer früheren Rolle als Solicitor General of the United States (Generalstaatsanwältin der Vereinigten Staaten) an 26 Fällen nicht teilgenommen, da sie sich als befangen ansah – hier ist zu erwähnen, dass dieses Ermessen von Richtern selbst und ohne Bestimmungen entschieden wird. Von diesen 80 Fällen wurden 38 (ca. 48 %, der höchste Prozentsatz seit dem Gerichtsjahr beginnend Oktober 2005) einstimmig (9–0 oder 8–0, wenn ein Richter nicht teilnahm) und 16 Entscheidungen mit 5–4 Stimmen (ca. 20 %, verglichen mit 18 % im Gerichtsjahr Oktober 2009 und 29 % im Gerichtsjahr Oktober 2008). In vierzehn der sechzehn 5-4 Entscheidungen spaltete sich das Gericht jedoch entlang der traditionellen ideologischen Linien, mit Ginsburg, Breyer, Sotomayor und Kagan auf der liberalen Seite, Roberts, Scalia, Thomas und Alito auf der konservativen, und Kennedy als swing vote. Der konservative Block, dem sich Kennedy anschloss, bildete die Mehrheit in 63 % der 5–4 Entscheidungen, die höchste Kohäsionsrate dieses Blocks im Roberts Court.
Im Gerichtsjahr, das Oktober 2018 begann und in dem Anthony Kennedy durch Brett Kavanaugh ersetzt wurde, war die Einstimmigkeit geringer: Nur 28 von 71 entschiedenen Fällen wurden von einem einstimmigen Gericht entschieden, also etwa 39 % der Fälle. In nur 19 Fällen waren sich die Richter völlig einig, in den andern neun Fällen wurden zustimmende Mindermeinungen geschrieben. Chief Justice Roberts war erneut der Richter mit den meisten Mehrheitsentscheidungen (61 von 72 Fällen, also etwa 85 %). Obwohl Kavanaugh einen höheren Prozentsatz der Mehrheit hatte, nahm er nicht in allen Fällen teil, sondern stimmte 58 von 64 Mal in der Mehrheit, also etwa 91 % der Fälle, in denen er teilnahm. Von den Richtern, die an allen 72 Fällen teilnahmen, belegten Kagan und Alito den zweiten Platz, mit 59 von 72 Stimmen (etwa 82 %) in der Mehrheit. Betrachtet man nur Fälle, die nicht einstimmig entschieden wurden, waren Roberts und Kavanaugh am häufigsten in der Mehrheit (33 Fälle, womit sich Roberts in 75 % der Fälle in der Mehrheit fand, und Kavanaugh in 85 % der Fälle, an denen er beteiligt war). Von 20 Fällen, die mit 5 zu 4 Stimmen entschieden wurden, stellten in acht die konservativen Richter die Mehrheit (Roberts, Thomas, Alito, Gorsuch und Kavanaugh), und in auch acht wurden die liberalen Richter (Ginsburg, Breyer, Sotomayor und Kagan) von einem konservativen Richter unterstützt: von Gorsuch mit viermal am häufigsten, und die anderen konservativen Richter schlossen sich den Liberalen jeweils einmal an. Die restlichen vier Fälle wurden von verschiedenen Koalitionen entschieden. Die höchste Übereinstimmung zwischen den Richtern war zwischen Roberts und Kavanaugh, die zumindest in 94 % der Fälle dem Urteil zustimmten; die zweithöchste Übereinstimmung war zwischen Ginsburg und Sotomayor, die in 93 % der Fälle übereinstimmten; dann Ginsburg und Kagan mit 82 % der Fälle, dicht gefolgt von Roberts und Alito, Ginsburg und Sotomayor sowie Breyer und Kagan mit jeweils 81 % der Fälle. Die größte Meinungsverschiedenheit war zwischen Thomas und sowohl Ginsburg als auch Sotomayor; Thomas schloss sich in 50 % der Fälle der Gegenmeinung an.

## Derzeitige Mitglieder
| Justice Geburtsdatum                                                    | Justice Geburtsdatum                         | Ernannt von Präsident | Alter Ernannt | Alter Jetzt | Amtsantritt / Bisherige Amtszeitdauer |
| ----------------------------------------------------------------------- | -------------------------------------------- | --------------------- | ------------- | ----------- | ------------------------------------- |
|                                                                         | John Roberts (Chief Justice) 27. Januar 1955 | George W. Bush (R)    | 50            | 70          | 29. Sep. 2005 19 Jahre und 316 Tage   |
|                                                                         | Clarence Thomas 23. Juni 1948                | George H. W. Bush (R) | 43            | 77          | 23. Okt. 1991 33 Jahre und 292 Tage   |
|                                                                         | Samuel Alito 1. April 1950                   | George W. Bush (R)    | 55            | 75          | 31. Jan. 2006 19 Jahre und 192 Tage   |
|                                                                         | Sonia Sotomayor 25. Juni 1954                | Barack Obama (D)      | 55            | 71          | 8. Aug. 2009 16 Jahre und 3 Tage      |
|                                                                         | Elena Kagan 28. April 1960                   | Barack Obama (D)      | 50            | 65          | 7. Aug. 2010 15 Jahre und 4 Tage      |
|                                                                         | Neil Gorsuch 29. August 1967                 | Donald Trump (R)      | 49            | 57          | 10. Apr. 2017 8 Jahre und 123 Tage    |
|                                                                         | Brett Kavanaugh 12. Februar 1965             | Donald Trump (R)      | 53            | 60          | 6. Okt. 2018 6 Jahre und 309 Tage     |
|                                                                         | Amy Coney Barrett 28. Januar 1972            | Donald Trump (R)      | 48            | 53          | 27. Okt. 2020 4 Jahre und 288 Tage    |
| Offizielles Supreme Court Porträt von Ketanji Brown Jackson (Juni 2022) | Ketanji Brown Jackson 14. September 1970     | Joe Biden (D)         | 51            | 54          | 30. Juni 2022 3 Jahre und 42 Tage     |

## Bedeutende Entscheidungen
Die folgende Tabelle listet einige bedeutende Fälle auf. Neben der Fallbezeichnung wird die Fundstelle in der amtlichen Entscheidungssammlung, den United States Reports, angegeben.
| Jahr | Fall                                                                           | Zitiert             | Zusammenfassung | Kommentare |
| ---- | ------------------------------------------------------------------------------ | ------------------- | --- | --- |
| 1793 | Chisholm v. Georgia                                                            | 2 U.S. 419 (1793)   | Rechtsstreitigkeiten zwischen einem Bundesstaat der Vereinigten Staaten und einem Bürger eines anderen Bundesstaates unterliegen der Bundesgerichtsbarkeit | Obsolet durch den 11. Zusatzartikel. |
| 1803 | Marbury v. Madison                                                             | 5 U.S. 137 (1803)   | Der Supreme Court statuiert das Recht der Gerichte (nicht nur des Supreme Court), Gesetze des Kongresses für verfassungswidrig zu erklären. Solche Gesetze müssten nicht aufgehoben werden, sie seien vielmehr nichtig (a legislative act contrary to the Constitution is not law). | Allgemein als die wichtigste Einzelentscheidung im amerikanischen Verfassungsrecht anerkannt. |
| 1810 | Fletcher v. Peck                                                               | 10 U.S. 87 (1810)   | Der Supreme Court stellt fest, dass auch Gesetze der einzelnen Bundesstaaten nicht von der Verfassung abweichen dürfen und notfalls vom Gericht annulliert werden können. | |
| 1819 | McCulloch v. Maryland                                                          | 17 U.S. 316 (1819)  | Ein Bundesstaat darf keine Steuern auf nicht von diesem Bundesstaat ausgegebene Banknoten erheben, da die Kompetenz zum Ausgeben von Banknoten gemäß Artikel I der Verfassung beim Kongress liegt. | Leitentscheidung zum Kompetenzverhältnis zwischen dem Gesamtstaat USA und seinen Bundesstaaten: Gesetze der Bundesstaaten dürfen auch Bundesgesetzen nicht widersprechen. |
| 1823 | Johnson v. M’Intosh                                                            | 21 U.S. 543 (1823)  | Amerikanische Ureinwohner können kein Land an Privatpersonen verkaufen. Nur der Verkauf an die Bundesregierung schafft einen gültigen Rechtstitel. | |
| 1832 | Worcester v. Georgia                                                           | 31 U.S. 515 (1832)  | Die Bundesregierung allein ist für die Beziehungen zu den amerikanischen Ureinwohnern zuständig. Bundesstaaten dürfen in deren Angelegenheiten nicht eingreifen. | |
| 1833 | Barron v. Baltimore                                                            | 32 U.S. 243 (1833)  | Die Grundrechte der Bill of Rights, hier der 5. Verfassungszusatz, sind nicht bindend für die einzelnen Bundesstaaten. | Seit den ersten Jahrzehnten des 20. Jahrhunderts wurde in Entscheidungen wie „Meyer v. Nebraska“ (1923), „Gitlow v. New York“ (1925) und diversen weiteren Fällen entschieden, dass die in der Bill of Rights enthaltenen Rechte aufgrund der Equal Protection Clause des 1868 in Kraft getretenen 14. Verfassungszusatzes auch auf die Staaten anwendbar sind. Letztmals geschah das für den 2. Zusatzartikel in McDonald v. Chicago (2010). |
| 1857 | Dred Scott v. Sandford                                                         | 60 U.S. 393 (1857)  | Schwarze können niemals Bürger der Vereinigten Staaten werden, da sie minderwertig sind und keinerlei Rechte in der Verfassung haben. | Dieses wohl berüchtigtste Urteil in der Gerichtsgeschichte wird oft als eine der Ursachen des Amerikanischen Bürgerkriegs angesehen. Durch den 13. und 14. Verfassungszusatz wurde es obsolet. |
| 1869 | Texas v. White                                                                 | 74 U.S. 700 (1869)  | Bundesstaaten ist es nicht erlaubt, sich von den Vereinigten Staaten loszulösen. | |
| 1873 | Slaughter-House Cases                                                          | 83 U.S. 36 (1873)   | Die Privileges and Immunities Clause des 14. Zusatzartikels schützt die mit der Staatsbürgerschaft der Vereinigten Staaten verbundenen Rechte vor Einschränkungen durch die Bundesregierung, nicht jedoch durch die Regierung eines Bundesstaates. | Im Laufe des 20. Jahrhunderts hat das Gericht stattdessen nach und nach die meisten Rechte in der Bill of Rights aufgrund der Equal Protection Clause des 14. Zusatzartikels auch vor Einschränkungen durch die Bundesstaaten geschützt, zuletzt 2010 in McDonald v. Chicago. |
| 1875 | Minor v. Happersett                                                            | 88 U.S. 162 (1875)  | Die Verfassung garantiert kein allgemeines Stimm- und Wahlrecht für Frauen. | Obsolet durch den 19. Verfassungszusatz |
| 1880 | Strauder v. West Virginia                                                      | 100 U.S. 303 (1880) | Schwarze generell von Geschworenengerichten auszuschließen ist verfassungswidrig, weil es gegen den 14. Verfassungszusatz verstößt. | |
| 1890 | Late Corp. of the Church of Jesus Christ of Latter-Day Saints v. United States | 136 U.S. 67 (1890)  | Die Kirche Jesu Christi der Heiligen der Letzten Tage („Mormonen“) soll aufgelöst werden, wenn sie an der Polygamie festhält. | |
| 1895 | Pollock v. Farmers’ Loan and Trust Company                                     | 157 U.S. 429 (1895) | Das Erheben einer direkten Einkommensteuer durch die Bundesregierung ist verfassungswidrig. | Als Reaktion wurde 1913 der 16. Verfassungszusatz ratifiziert, der das Urteil aufhob. |
| 1896 | Plessy v. Ferguson                                                             | 163 U.S. 537 (1896) | Rassentrennung durch die Staaten ist erlaubt, solange die Einrichtungen für Schwarze und Weiße vergleichbar sind. | 1954 in „Brown v. Board of Education“ aufgehoben. In der US-Geschichtsschreibung werden „Dred Scott v. Sandford“ und „Plessy“ allgemein als die schlechtesten Urteile des Obersten Gerichtshofs angesehen. |
| 1898 | United States v. Wong Kim Ark                                                  | 169 U.S. 649 (1898) | Kinder, die in den USA geboren wurden, sind laut 14. Zusatzartikel automatisch Staatsbürger, auch wenn die Eltern die Staatsbürgerschaft nicht annehmen dürfen, wie hier wegen des Chinese Exclusion Act (1882) (Gesetz zum Ausschluss der Chinesen). | DAS grundlegende Urteil über die Staatsbürgerschaft für die Kinder von Ausländern, inklusive illegalen Immigranten. |
| 1914 | Weeks v. United States                                                         | 232 U.S. 383 (1914) | Ausschluss- oder Sperrgrundsatz: Gewinnt die Anklagebehörde rechtswidrig Beweise gegen einen Verdächtigen, so dürfen diese nicht in einem Prozess gegen ihn verwendet werden (exclusionary rule). | 1939 in Nardone v. United States erweitert. |
| 1919 | Schenck v. United States                                                       | 249 U.S. 47 (1919)  | Der 1. Verfassungszusatz erlaubt keine Rede, die eine „offensichtliche und akute Gefahr“ (clear and present danger) darstellt. | Berühmt wegen des prägnanten, aber täuschenden Gleichnisses in der von Justice Oliver Wendell Holmes, Jr. geschriebenen einstimmigen Entscheidung, dass diese Rede wie „in einem Theater fälschlicherweise Feuer zu schreien und Panik auszulösen“ sei (falsely shouting fire in a theater and causing a panic). Überraschenderweise vertrat Holmes selber nur wenige Monate später in seiner Minderheitsmeinung in „Abrams v. United States“ 250 U.S. 616 (1919) eine Auffassung, die seiner Entscheidung in „Schenck“ vollkommen widersprach und die die Redefreiheit im 1. Verfassungszusatz so grundlegend definierte, wie sie heute allgemein verstanden wird. „Schenck“ wurde aber erst 1969 in „Brandenburg v. Ohio“ 395 U.S. 444 (1969) vom Gericht verworfen. |
| 1923 | Meyer v. Nebraska                                                              | 262 U.S. 390 (1923) | Das Verbot des Unterrichts in einer modernen nicht-englischen Sprache (hier: Deutsch) verstößt gegen das Rechtsstaatsprinzip des 14. Verfassungszusatzes. | Hier wird auf das, was man auf Deutsch die „freie Entfaltung der Persönlichkeit“ nennen würde, hingewiesen. Heute würde sich das Gericht vermutlich auf den 1. Verfassungszusatz berufen, der das Recht von Lehrern auf freie Meinungsäußerung schützt, da die Rechtsprechung im Verlauf des 20. Jahrhunderts den 1. Verfassungszusatz immer weiter auslegte. Meyer v. Nebraska gilt daneben als der erste Fall, der Bürgerrechte mit der substantive due process-Doktrin rechtfertigte. Diese wurde im Verlauf des 20. Jahrhunderts u. a. in Griswold v. Connecticut, Roe v. Wade, Lawrence v. Texas und zuletzt Obergefell v. Hodges zur Rechtfertigung weiterer, in der Verfassung nicht explizit aufgelisteter Rechte herangezogen.                                |
| 1939 | Nardone v. United States                                                       | 308 U.S. 338 (1939) | Früchte des vergifteten Baumes: Gewinnt die Anklagebehörde rechtswidrig Beweise gegen einen Verdächtigen, so dürfen diese nicht in einem Prozess gegen ihn verwendet werden (exclusionary rule). Gelangt sie durch sie zu weiteren Beweisen, so dürfen auch diese grundsätzlich nicht verwendet werden (fruit of the poisonous tree). Sie können indes zugelassen werden, wenn die Anklage beweist, dass sie einen anderweitigen legalen Ursprung haben können (clean path). | Ausweitung und Spezifizierung von „Weeks v. United States“. |
| 1942 | Wickard v. Filburn                                                             | 317 U.S. 111 (1942) | Die Bundesregierung kann Anbau und Herstellung von Gütern auch dann regulieren, wenn dies ausschließlich für den Eigenbedarf erfolgt. | Bedeutende Ausdehnung der Regulationsbefugnisse der Bundesregierung unter der Commerce Clause der Verfassung. |
| 1943 | West Virginia State Board of Education v. Barnette                             | 319 U.S. 624 (1943) | Die Redefreiheitsklausel des Ersten Verfassungszusatzes verbietet öffentlichen Schulen, Schüler zu zwingen, zur amerikanischen Flagge zu salutieren und den Treueschwur aufzusagen. Der 1. Zusatzartikel schützt somit auch das Unterlassen politischer, religiöser oder anderer Äußerungen und Taten („no official, high or petty, can prescribe what shall be orthodox in politics, nationalism, religion, or other matters of opinion or force citizens to confess by word or act their faith therein“). | Die Mehrheitsmeinung in „Barnette“ gilt insbesondere durch ihre späteren Interpretationen als eine der wichtigsten und weitreichendsten Aussagen des Gerichts zu den in der Bill of Rights verankerten Grundfreiheiten. |
| 1944 | Korematsu v. United States                                                     | 323 U.S. 214 (1944) | Die erzwungene Internierung japanischstämmiger Amerikaner durch Präsident Roosevelts Executive Order 9066 ist verfassungsrechtlich zulässig. | Wird in der US-Geschichtsschreibung zusammen mit „Dred Scott“ und „Plessy“ allgemein als eines der schlechtesten Urteile des Obersten Gerichtshofs angesehen. 2018 in „Trump v. Hawaii“ 17-965, 585 U.S. ___ (2018) aufgehoben. |
| 1948 | Shelley v. Kraemer                                                             | 334 U.S. 1 (1948)   | Klauseln in Grundstücks- oder Hauskaufverträgen, dass schwarze Menschen diese nicht kaufen oder mieten dürfen, sind nicht mit dem Gleichheitsgebot des 14. Zusatzartikels vereinbar und daher nicht zulässig. | |
| 1954 | Brown v. Board of Education                                                    | 347 U.S. 483 (1954) | Die Rassentrennung an öffentlichen Schulen ist mit dem Gleichheitsgrundsatz des 14. Zusatzartikel der Verfassung nicht vereinbar und damit verfassungswidrig. „Plessy v. Ferguson“ ist nicht mehr anwendbar. | |
| 1963 | Gideon v. Wainwright                                                           | 372 U.S. 335 (1963) | Das Recht auf einen Verteidiger ist absolut und hängt auch nicht vom Vermögen des Angeklagten ab. Alle Regierungen müssen Anwälte für solche Fälle bereitstellen, in denen der Angeklagte einen Verteidiger nicht bezahlen kann. | |
| 1965 | Griswold v. Connecticut                                                        | 381 U.S. 479 (1965) | Bundesstaaten können Mittel zur Schwangerschaftsverhütung nicht verbieten, da dies gegen das der Verfassung inhärente Recht auf Privatsphäre verstößt. | |
| 1966 | Miranda v. Arizona                                                             | 384 U.S. 436 (1966) | Verdächtige, die von der Polizei vernommen werden, müssen vorher über ihr Recht zu schweigen und ihr Recht auf einen Anwalt informiert werden. | |
| 1967 | Loving v. Virginia                                                             | 388 U.S. 1 (1967)   | Das Verbot von Ehen zwischen Schwarzen und Weißen ist verfassungswidrig. | |
| 1969 | Brandenburg v. Ohio                                                            | 395 U.S. 444 (1969) | Der 1. Verfassungszusatz erlaubt aufwieglerische Äußerungen, solange sie nicht zu gesetzlosen Handlungen (sprich Gewalt) anstacheln. „Schenck v. United States“ ist damit aufgehoben. | |
| 1971 | New York Times Co. v. United States                                            | 403 U.S. 713 (1971) | Die Unterdrückung von Information vor Veröffentlichung (prior restraint) ist nach dem 1. Verfassungszusatz verfassungswidrig. | Dieses Urteil, das der New York Times und der Washington Post die Veröffentlichung der Pentagon-Papiere erlaubte, gilt zusammen mit „New York Times Co. v. Sullivan“ 376 U.S. 254 (1964) als eines der wichtigsten Urteile im Rahmen der Pressefreiheit. |
| 1972 | Furman v. Georgia                                                              | 408 U.S. 238 (1972) | Die Anwendung der Todesstrafe ist in der Praxis willkürlich und diskriminierend und verstößt daher gegen den 8. Verfassungszusatz. | Diese Entscheidung führte zu einem bundesweiten de-facto-Moratorium sowie zur Umwandlung von 629 Todesurteilen in lebenslange Freiheitsstrafen. Das Moratorium endete 1976 mit „Gregg v. Georgia“. |
| 1973 | Roe v. Wade                                                                    | 410 U.S. 113 (1973) | Schwangerschaftsabbruch ist ein Grundrecht als Folge des der Verfassung inhärenten Rechts auf Privatsphäre. | 1992 von „Planned Parenthood v. Casey“ als relevanter Präzedenzfall abgelöst, 2022 in „Dobbs v. Jackson Women’s Health Organization“ aufgehoben. |
| 1974 | United States v. Nixon                                                         | 418 U.S. 683 (1974) | Grenzen der Befugnisse des Präsidenten der Vereinigten Staaten im Verhältnis zu den anderen Gewalten. | |
| 1976 | Gregg v. Georgia                                                               | 428 U.S. 153 (1976) | Die Todesstrafe ist nicht per se eine „grausame und ungewöhnliche Strafe“ und daher legal. | |
| 1984 | Chevron U.S.A. v. Natural Resources Defense Council                            | 467 U.S. 837 (1984) | Lange Zeit maßgebliche Entscheidung im Bereich des Verwaltungsrechts, in der die Auslegungsbefugnis der Exekutive und deren gerichtliche Überprüfbarkeit festgelegt wurden. Die Entscheidung gab den jeweils zuständigen Exekutivbehörden einen sehr weiten Ermessensspielraum bei der Interpretation vage formulierter Gesetze. | 2024 in Loper Bright Enterprises v. Raimondo 603 U.S. ___ (2024) aufgehoben. |
| 1986 | Bowers v. Hardwick                                                             | 478 U.S. 186 (1986) | Gesetze gegen Homosexualität verletzen nicht das in der Verfassung inhärente Recht auf Privatsphäre, da sonst „Jahrtausende moralischer Lehre beiseite geworfen würden“ (Chief Justice Warren E. Burger). | Gesetze gegen Homosexualität wurden in der Folge von mehreren Staaten abgeschafft oder - wie 1998 vom Supreme Court of Georgia - von Gerichten aufgehoben und 2003 in „Lawrence v. Texas“ in den gesamten USA umgestoßen. |
| 1989 | Texas v. Johnson                                                               | 491 U.S. 397 (1989) | Das Verbot des Bundesstaates Texas, die Flagge der Vereinigten Staaten zu schänden, verstößt gegen das im 1. Zusatzartikel garantierte Recht auf Redefreiheit, da dieses auch sogenannte „symbolische Reden“ schützt. | Der daraufhin vom Kongress verabschiedete „Flag Protection Act of 1989“ wurde daher im folgenden Jahr in „United States v. Eichman“ 496 U.S. 310 (1990) als verfassungswidrig aufgehoben. Der danach vorgeschlagene neue Verfassungszusatzartikel Flag Desecration Amendment, der Flaggenschändung verbieten soll, hat bisher nicht die notwendige Zweidrittelmehrheit im Kongress gefunden. |
| 1992 | Planned Parenthood v. Casey                                                    | 505 U.S. 833 (1992) | Für die Beurteilung der Zulässigkeit von Gesetzen zum Schwangerschaftsabbruch gilt der Undue-burden-Standard. Zusätzlich wird die Trimesterregel aus „Roe v. Wade“ durch die extrauterine Lebensfähigkeit des Fötus ersetzt. | 2022 in „Dobbs v. Jackson Women’s Health Organization“ aufgehoben. |
| 2000 | Bush v. Gore                                                                   | 531 U.S. 98 (2000)  | Die damals laufenden Nachauszählungen der Präsidentschaftswahl 2000 im Bundesstaat Florida waren verfassungswidrig. | Der Entscheid bestätigte damit das vorläufige Wahlergebnis, wonach George W. Bush dank der Elektorenstimmen Floridas zum Präsidenten der Vereinigten Staaten gewählt wurde. Das Urteil stieß auf breite Kritik, unter anderem wegen der Mehrheitsverhältnisse, da die konservativen Richter für und die liberalen Richter gegen das Urteil stimmten. |
| 2002 | Atkins v. Virginia                                                             | 536 U.S. 304 (2002) | Die Hinrichtung von geistig behinderten Menschen ist verfassungswidrig. | |
| 2003 | Grutter v. Bollinger                                                           | 539 U.S. 306 (2003) | Affirmative Action bei der Zulassung zum Universitätsstudium ist grundsätzlich zulässig. | 2023 in Students for Fair Admissions v. Harvard aufgehoben |
| 2003 | Lawrence v. Texas                                                              | 539 U.S. 558 (2003) | Die Kriminalisierung von homosexuellen Handlungen (und implizit von anderen in gegenseitigem Einverständnis vorgenommenen sexuellen Handlungen unter Erwachsenen, z. B. Oralverkehr) ist verfassungswidrig, da entsprechende Gesetze gegen das der Verfassung inhärente Recht auf Privatsphäre verstoßen. | Bowers v. Hardwick wurde damit aufgehoben. |
| 2004 | Rasul v. Bush                                                                  | 542 U.S. 466 (2004) | Die auf dem Stützpunkt Guantánamo Bay auf Kuba inhaftierten mutmaßlichen Terroristen haben das Recht, vor amerikanischen Gerichten gegen ihre Inhaftierung vorzugehen. | |
| 2005 | Roper v. Simmons                                                               | 543 U.S. 551 (2005) | Die Anwendung der Todesstrafe für zum Tatzeitpunkt minderjährige Täter verstößt gegen die Verfassung. | |
| 2005 | MGM Studios, Inc. v. Grokster, Ltd.                                            | 545 U.S. 913 (2005) | Hersteller von Produkten, die Verstöße gegen Copyrights unterstützen, können für Copyrightverstöße der Benutzer dieser Produkte zur Rechenschaft gezogen werden. | |
| 2006 | Hamdan v. Rumsfeld                                                             | 548 U.S. 557 (2005) | Der Kongress hat durch die Antiterrorgesetze dem Präsidenten keine Befugnis gegeben, Militärkommissionen anstelle regulärer Gerichte aufzustellen, schon gar nicht eine Blankoermächtigung. Ein Gefangener in Guantánamo Bay kann vor einer Militärkommission nicht angeklagt und verurteilt werden. Dies verstößt gegen die Verfassung und das Kriegsrecht, namentlich das anzuwendende Gesetz über die einheitliche Militärgerichtsbarkeit (UCMJ) oder die anzuwendenden Genfer Konventionen. | |
| 2008 | Boumediene v. Bush                                                             | 553 U.S. 723 (2008) | Die in Guantánamo inhaftierten Terrorverdächtigen haben das Recht auf Anrufung ziviler US-Gerichte (habeas corpus). | |
| 2008 | District of Columbia v. Heller                                                 | 554 U.S. 570 (2008) | Der 2. Verfassungszusatz vermittelt ein individuelles Grundrecht auf Besitz von Feuerwaffen. | |
| 2010 | Citizens United v. Federal Election Commission                                 | 558 U.S. 310 (2010) | Unternehmen, Gewerkschaften und andere Gruppierungen besitzen aufgrund ihres Rechts auf freie Meinungsäußerung das Recht, politische Kandidaten unbegrenzt finanziell zu unterstützen. | |
| 2010 | McDonald v. City of Chicago                                                    | 561 U.S. 742 (2010) | Das durch den 2. Verfassungszusatz garantierte individuelle Grundrecht auf den Besitz von Feuerwaffen ist aufgrund des 14. Verfassungszusatzes auch auf die Bundesstaaten anwendbar. | Presser v. Illinois 116 U.S. 252 (1886) sowie anders lautende Bestimmungen in US v. Cruikshank 92 U.S. 542 (1876) wurden damit aufgehoben. |
| 2012 | National Federation of Independent Business v. Sebelius                        | 567 U.S. 519 (2012) | Eine gesetzliche Krankenversicherungspflicht für alle amerikanischen Bürger ist grundsätzlich verfassungskonform. | |
| 2013 | Association for Molecular Pathology v. Myriad Genetics                         | 569 U.S. 576 (2013) | Menschliches Erbgut kann als „Produkt der Natur“ nicht patentiert werden, jedoch künstlich nachgeahmte DNA. | |
| 2013 | United States v. Windsor                                                       | 570 U.S. 744 (2013) | Die Bundesregierung muss gleichgeschlechtliche Ehen anerkennen, die in einem Bundesstaat geschlossen wurden. | |
| 2015 | Obergefell v. Hodges                                                           | 576 U.S. 644 (2015) | Die Bundesstaaten müssen gleichgeschlechtliche Ehen gleichberechtigt erlauben und vollumfänglich anerkennen. | |
| 2020 | Bostock v. Clayton County                                                      | 590 U.S. ___ (2020) | Die Entlassung von Arbeitnehmern, nur weil sie homosexuell oder transgender sind, verstößt gegen Abschnitt VII des Civil Rights Act of 1964. | Die genaue Reichweite des Urteils ist Sommer 2020 noch nicht klar, aber es wird weithin angenommen, dass Gerichte diesen Schutz auch auf andere Lebensbereiche wie z. B. das Gesundheitswesen ausweiten werden. |
| 2020 | McGirt v. Oklahoma                                                             | 591 U.S. ___ (2020) | Für die Zwecke des Major Crimes Act hat der Kongress die Indianerterritorien im Osten Oklahomas nicht aufgehoben, weshalb in diesen Gebieten die Bundesgerichtsbarkeit in Strafsachen anzuwenden ist. | Dies verbessert die Rechtsbeziehung zwischen Oklahoma und den Stämmen grundsätzlich zugunsten der Stämme; Verhandlungen sollen die Einzelheiten klären. |
| 2022 | NYSRPA v. Bruen                                                                | 597 U.S. ___ (2022) | Das Tragen von Schusswaffen in der Öffentlichkeit ist ein Grundrecht, das durch den 2. Zusatzartikel zur Verfassung geschützt ist. Als Voraussetzung darf weiterhin von Antragstellern ein guter Charakter, Mindestalter und Leumundszeugnis verlangt werden, jedoch haben die Behörden beim Erteilen einer Genehmigung zum Waffentragen keinen Ermessensspielraum, sofern der Bewerber die gesetzlich definierten Voraussetzungen erfüllt. Für die Beurteilung der Verfassungsmäßigkeit von Gesetzen zum Waffenbesitz gilt der Verfassungstext in Kombination mit der Geschichte solcher Restriktionen („Text and History“). | Hiermit wurde ein Gesetz des Bundesstaates New York aufgehoben, wonach Antragsteller für einen unbeschränkten Waffenschein ein besonderes Bedürfnis nachweisen mussten. Analoge Regelungen in den Bundesstaaten Kalifornien, Hawaii, Maryland, Massachusetts, New Jersey und Rhode Island wurden ebenfalls aufgehoben. |
| 2022 | Dobbs v. Jackson Women’s Health Organization                                   | 597 U.S. ___ (2022) | Die Verfassung garantiert kein Recht auf Abtreibung (5 zu 4 Mehrheit), daher werden Roe v. Wade und Planned Parenthood v. Casey aufgehoben. Die Beschränkung der Abtreibung ab der 15. Schwangerschaftswoche in Dobbs ist rechtens (6 zu 3 Mehrheit). | Die Kompetenz zur Regelung des Schwangerschaftsabbruchs liegt damit wieder ausschließlich bei den Bundesstaaten und beim Kongress. |
| 2023 | Students for Fair Admissions v. Harvard                                        | 600 U.S. ___ (2023) | Die Berücksichtigung der Rasse eines Studienbewerbers bei der Zulassung zum Studium (Affirmative Action) verstößt gegen das Gleichbehandlungsgebot im 14. Verfassungszusatz sowie gegen das Rassediskriminierungsverbot in Titel VI des Civil Rights Act of 1964. | University of California v. Bakke 438 U.S. 265 (1978) sowie Grutter v. Bollinger 539 U.S. 306 (2003) werden somit aufgehoben. |
| 2024 | Trump v. United States                                                         | 603 U.S. ___ (2024) | Die Verfassung gewährt ehemaligen Präsidenten absolute Immunität vor Strafverfolgung für Handlungen, die innerhalb derer verfassungsmäßigen Befugnisse liegen. Für jene offiziellen Handlungen, die nicht in den „ausschließlichen Bereich der verfassungsmäßigen Autorität“ fallen, aber dennoch in den „äußeren Bereich seiner offiziellen Verantwortung“ liegen, genießt ein Präsident zumindest eine mutmaßliche Immunität. Für inoffizielle Handlungen besteht keine Immunität. | Unter US-Verfassungsexperten, darunter mit Sonia Sotomayor und Ketanji Brown Jackson die Minderheit des Gerichts, herrscht mitunter die Auffassung, dass US-Präsidenten mit diesem Urteil über das Gesetz gestellt werden, da sie selbst für eigentlich strafbare Handlungen nicht mehr belangt werden können, wenn diese Amtshandlungen sind. |
| 2024 | Loper Bright Enterprises v. Raimondo                                           | 603 U.S. ___ (2024) | Das Prinzip der Administrative Deference, wonach die Interpretation der zuständigen Exekutivbehörde für die Auslegung eines vage formulierten Gesetzes maßgeblich ist, verletzt das Prinzip der Gewaltenteilung. Nur die Judikative kann solche unbestimmten Rechtsbegriffe verbindlich interpretieren. | Chevron U.S.A. v. Natural Resources Defense Council 467 U.S. 837 (1984) wird somit aufgehoben. |

## Vergleich mit dem deutschen Bundesverfassungsgericht
Ein Vergleich wird oft gezogen, ist jedoch nur bedingt möglich. Das Aufgabenspektrum des Supreme Court ist weiter gefasst als das des deutschen Bundesverfassungsgerichts. Letzteres ist ein Spezialgericht außerhalb des Instanzenzugs und befasst sich mit Völker- und Verfassungsrecht, während der Supreme Court als oberste Instanz für alle Rechtsbereiche fungiert; das Bundesverfassungsgericht ist dagegen gerade keine Superrevisionsinstanz. Allerdings kann das Bundesverfassungsgericht leichter angerufen werden, da der Supreme Court fast ausschließlich Berufungsgericht für bereits in anderen Instanzen verhandelte Fälle ist.
Es gibt nur sehr wenige Rechtsmittel, um zum Supreme Court zu gelangen. In den allermeisten Fällen wird beantragt, dass er ein Urteil eines Appellationsgericht überprüft (writ of certiorari). Ob der Gerichtshof den Antrag annimmt, ist seinem Ermessen anheimgestellt. Von ca. 7000–8000 writs nimmt er ca. 80 an und fällt ein Urteil; auf die anderen tritt er nicht ein.

## Sonstiges
Seit 1935 wird das Gericht durch eine eigene Polizeieinheit geschützt, die Supreme Court Police. Außerhalb des Gerichtsgeländes steht dem Gericht der United States Marshals Service für alle anderen Polizeiaufgaben zur Verfügung.